# Canal de Bridgewater

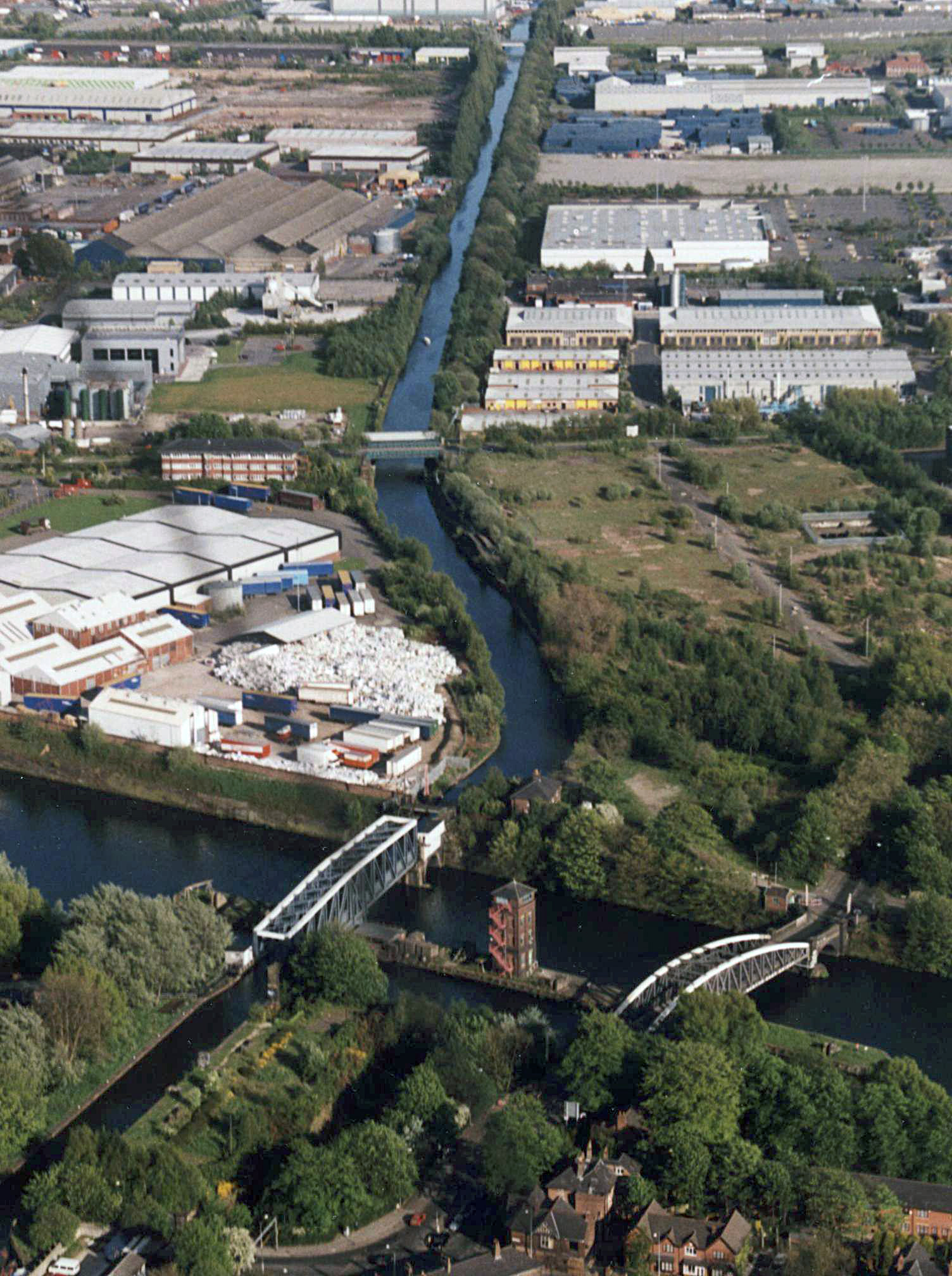
Vue aérienne de Barton-upon-Irwell montrant le pont-canal tournant de Barton portant le canal de Bridgewater au-dessus du canal maritime et le pont tournant de Barton pour la circulation routière (à droite).

Le canal de Bridgewater est un canal d'Angleterre.
Quelques années après le premier appel au crédit pour creuser en 1755 le canal de Sankey, un autre canal est lancé par le célèbre duc de Bridgewater reliant Manchester aux mines de charbon de Worsley, propriété du duc, en juillet 1761.
Ce canal approvisionnera bientôt en charbon les machines à vapeur du cœur de la première révolution industrielle, celle du coton dans la ville de Manchester.
L'économiste britannique Thomas Stuart Willan, qui a étudié dans les années 1960 les ressorts de la puissance commerciale anglaise sous la reine Élisabeth Ire, estime que l’écluse, qui complète le réseau des canaux est une invention qu’il faut placer au même niveau que la vapeur, dans Rivers navigation in England.
Long de 65 km et ouvert à la navigation jusqu'à la fin du XXe siècle, le canal est un nœud important reliant plusieurs autres réseaux de navigation fluviale anglaise, qui a permis à la région de Manchester d'être connectée à d'autres sites d'industrialisation.
Selon Fernand Braudel, le canal a permis d'approvisionner Manchester avec du charbon deux fois moins cher qu'auparavant et au duc de réaliser un bénéfice de 20 % de sa mise. Le duc s'est lancé ensuite dans d'autres entreprises fluviales moins rentables qui l'ont lourdement endetté, les bénéfices n'arrivant qu'à la fin de sa vie. À sa mort, en 1803, il a légué ses parts dans le canal et la mine à une fondation de trois personnes.
Les travaux de l'historien anglais Tony Stuart Willan ont montré l'importance de la navigation fluviale aux XVIIe et XVIIIe siècles en Grande-Bretagne, et sa grande complémentarité avec le cabotage puis avec la circulation marchande sur les canaux à partir de la seconde partie du XVIIIe siècle. 